# Zorak (Armenia)
Zorak – wieś w Armenii, w prowincji Ararat. W 2011 roku liczyła 1783 mieszkańców.